# AEK Athene
AEK Athene is een Griekse voetbalclub uit Nea Filadelfia, een voorstad van Athene. De club heet formeel Athlitiki Enosis Konstantinoupoleos FC (Grieks: Αθλητική Ένωσης Κωνσταντινουπόλεως), wat Atletiek Unie van Constantinopel betekent. Thuisstadion van AEK is de OPAP Arena in Nea Filadelfeia. Sinds 2016 speelt AEK Athene terug in de Super League, de hoogste voetbalklasse van Griekenland.

## Geschiedenis
AEK werd in april 1924 opgericht door Grieken die in 1922 vanuit Turkije naar Athene waren gevlucht. Het logo van AEK omvat een tweekoppige arend op een gouden achtergrond. De ene kop van de arend kijkt naar het westen (Rome), de andere kop naar het oosten (Constantinopel). Dit symbool werd ook gebruikt in het Byzantijnse Rijk en wordt gebruikt in de Oosters-orthodoxe Kerk.
In 2013 degradeerde de club voor het eerst naar de Football League. De club besloot echter naderhand om zelfs naar de Gamma Ethniki, de Griekse derde voetbalklasse, te degraderen en een amateurclub te worden. AEK slaagde er gemakkelijk in de eerste plaats te behalen in de Gamma Ethniki, waarop het team in seizoen 2014/15 in de Football League speelde. Ook in het daaropvolgende seizoen haalde AEK vrij eenvoudig de eerste plaats - een klassering die de club  bevestigde in de play-offs, waardoor AEK naar de Super League promoveerde.
Op 23 april 2018 behaalde AEK Athene de eerste Griekse titel in 24 jaar, nadat PAOK Thessaloniki tevergeefs in beroep was gegaan tegen de straffen die het opgelegd had gekregen. Tijdens de topwedstrijd tussen AEK Athene en PAOK op 11 maart braken enorme rellen uit in het stadion. Voorzitter Ivan Savvidis van PAOK Thessaloniki haalde zelfs de wereldpers, omdat hij gewapend met een revolver het veld betrad. De tuchtcommissie van de Griekse voetbalbond wees AEK naderhand als reglementaire winnaar aan: 3-0. PAOK kreeg bovendien drie punten in mindering gebracht. Daarnaast moest de club een boete van 63.000 euro betalen en mocht voorzitter Savvidis zich drie jaar niet vertonen bij voetbalwedstrijden in zijn vaderland. Omdat de straffen bleven staan voor PAOK, kon de club AEK Athene niet meer achterhalen op de ranglijst.

## Sponsors
| Periode    | Kledingsponsor | Shirtsponsor            |
| ---------- | -------------- | ----------------------- |
| 1974-1975  | adidas         | —                       |
| 1975-1976  | Puma           | —                       |
| 1976-1982  | adidas         | —                       |
| 1982-1983  | adidas         | Citizen                 |
| 1983-1985  | Zita Hellas    | Nissan                  |
| 1985-1989  | Zita Hellas    | Ethniki Asfalistiki     |
| 1989-1993  | Diadora        | Ethniki Asfalistiki     |
| 1993-1995  | Basic          | Phoenix Asfaleies       |
| 1995       | Kappa          | Ethniki Asfalistiki     |
| 1995       | Diadora        | —                       |
| 1995-1996  | Kappa          | Ethniki Asfalistiki     |
| 1996-1998  | Kappa          | Bank van Griekenland    |
| 1999       | Kappa          | Firestone               |
| 1999-2000  | Kappa          | Martin Investment Group |
| 2000-2001  | Nike           | Martin Investment Group |
| 2001-2002  | Nike           | Alpha Digital           |
| 2002-2004  | Nike           | Piraeus Bank            |
| 2004       | Nike           | TIM                     |
| 2005-2006  | adidas         | TIM                     |
| 2006-2007  | adidas         | LG                      |
| 2007-2009  | Puma           | LG                      |
| 2009-2010  | Puma           | Diners Club             |
| 2010-2013  | Puma           | Kino                    |
| 2013-2014  | Puma           | Joker                   |
| 2014-2015  | Puma           | Jeep                    |
| 2015-2018  | Nike           | Pame Stoixima           |
| 2018-2021  | Capelli        | Pame Stoixima           |
| 2021-heden | Nike           | Pame Stoixima           |

## Erelijst
AEK Athene geldt als een van de beste voetbalclubs van Griekenland en inmiddels heeft de club al 31 nationale prijzen gewonnen. De beste Europese prestatie van AEK is het behalen van de halve finale van de UEFA Cup in het seizoen 1976/77.
- Landskampioen: 13x
  - 1939, 1940, 1963, 1968, 1971, 1978, 1979, 1989, 1992, 1993, 1994, 2018, 2023
- Griekse beker: 16x
  - 1932, 1939, 1949, 1950, 1956, 1964, 1966, 1978, 1983, 1996, 1997, 2000, 2002, 2011, 2016, 2023
- Griekse League Cup: 1x
  - 1990
- Griekse Supercup: 2x
  - 1989, 1996[2]

## Eindstanden
| 2 |

| 4 |

| 4 |

| 1 |

| 3 |

| 2 |

| 3 |

| 2 |

| 1 |

| 6 |

| 2 |

| 1 |

| 3 |

| 5 |

| 5 |

| 2 |

| 2 |

| 4 |

| 1 |

| 1 |

| 4 |

| 2 |

| 4 |

| 3 |

| 7 |

| 3 |

| 3 |

| 7 |

| 2 |

| 1 |

| 2 |

| 3 |

| 1 |

| 1 |

| 1 |

| 5 |

| 2 |

| 2 |

| 3 |

| 2 |

| 3 |

| 3 |

| 2 |

| 3 |

| 4 |

| 3 |

| 2 |

| 2 |

| 2 |

| 4 |

| 4 |

| 3 |

| 5 |

| 15 |

| 1 |

| 1 |

| 3 |

| 4 |

| 1 |

| 3 |

| 3 |

| 4 |

| 5 |

| 1 |

| 2 |

| 4 |

| Super League Alpha Ethniki | Super League 2 Beta Ethniki | Gamma Ethniki |

Tot 2006 stond de hoogste divisie bekend als Alpha Ethniki. Het 2e niveau staat sinds 2010 bekend als Football League en sinds 2019 als Super League 2.  Het 3e niveau kende  van 2019-2021  de naam Football League.

## AEK Athene in Europa
AEK Athene speelt sinds 1963 in diverse Europese competities. Hieronder staan de competities en in welke seizoenen de club deelnam:
- Champions League (11x)

1992/93, 1993/94, 1994/95, 1999/00, 2002/03, 2003/04, 2006/07, 2007/08, 2017/18, 2018/19, 2023/24
- Europacup I (6x)

1963/64, 1968/69, 1971/72, 1978/79, 1979/80, 1989/90
- Europa League (8x)

2009/10, 2010/11, 2011/12, 2016/17, 2017/18, 2019/20, 2020/21, 2023/24
- Conference League (3x)

2021/22, 2024/25, 2025/26
- Europacup II (6x)

1964/65, 1966/67, 1983/84, 1995/96, 1996/97, 1997/98
- UEFA Cup (19x)

1972/73, 1975/76, 1976/77, 1977/78, 1982/83, 1985/86, 1986/87, 1988/89, 1991/92, 1998/99, 1999/00, 2000/01, 2001/02, 2002/03, 2004/05, 2005/06, 2006/07, 2007/08, 2008/09
- Jaarbeursstedenbeker (1x)

1970/71
Bijzonderheden Europese competities:
| Bijzonderheid                 | Datum      | Tegenstander    | Uitslag | Plaats    | Naam             | Aantal |
| ----------------------------- | ---------- | --------------- | ------- | --------- | ---------------- | ------ |
| Hoogste overwinning           | 09-08-2001 | CS Grevenmacher | 6-0     | Athene    |                  |        |
| Hoogste nederlaag             | 18-09-1963 | AS Monaco       | 2-7     | Monaco    |                  |        |
| Hoogste nederlaag             | 06-10-1982 | 1. FC Köln      | 0-5     | Keulen    |                  |        |
| Hoogste nederlaag             | 02-10-1985 | Real Madrid CF  | 0-5     | Madrid    |                  |        |
| Hoogste nederlaag             | 22-02-2001 | FC Barcelona    | 0-5     | Barcelona |                  |        |
| Speler met meeste wedstrijden | 25-11-2003 |                 |         |           | Michalis Kasapis | 67     |
| Speler met meeste doelpunten  | 02-10-2002 |                 |         |           | Demis Nikolaidis | 26     |

UEFA Club Ranking: 189 (26-07-2025)

## Bekende (oud-)spelers
- Nordin Amrabat
- Sergio Araujo
- Dušan Bajević
- Anastasios Bakasetas
- Vasilios Barkas
- Alain Baroja
- Walter Centeno
- Lazaros Christodoulopoulos
- Traianos Dellas
- Taxiarhis Fountas
- Juanfran
- Mijat Gaćinović
- Levi García
- Eidur Gudjohnsen
- Michalis Kapsis
- Kostas Katsouranis
- Temoeri Ketsbaia
- Viktor Klonaridis
- Michel Kreek
- Lefter Küçükandonyadis
- Panagiotis Lagos
- Vasilis Lakis
- Erik Lamela
- Nikos Lyberopoulos
- Petros Mantalos
- Yiannis Marditsis
- Anthony Martial
- Harold Moukoudi
- Demis Nikolaidis
- Mirosław Okoński
- Sokratis Papastathopoulos
- Orbelín Pineda
- Rivaldo
- Giorgos Savvidis
- Djibril Sidibé
- Cican Stanković
- Thomas Strakosha
- Panagiotis Tachtsidis
- Dániel Tőzsér
- Vasilis Tsiartas
- Dmytro Tsjyhrynskyj
- Domagoj Vida
- Valentinos Vlachos
- Ognjen Vranješ
- Theodoros Zagorakis
- Tom van Weert